# Yacco
 (janvier 2017).
Si vous disposez d'ouvrages ou d'articles de référence ou si vous connaissez des sites web de qualité traitant du thème abordé ici, merci de compléter l'article en donnant les références utiles à sa vérifiabilité et en les liant à la section « Notes et références ».
Yacco est une entreprise française qui produit de l'huile moteur, du liquide de refroidissement et du liquide hydraulique pour automobile, motocyclette et matériel agricole.

## Histoire de l'entreprise

### Hispano-Suiza, société-mère
En 1904, l’ingénieur suisse Marc Birkigt (1878-1953) fonde à Barcelone la société Hispano-Suiza Fabrica de Automobiles S.A., s’associant à deux hommes d’affaires espagnols, Damian Mateu et Francisco Seix. L’entreprise a pour vocation de produire des automobiles de luxe. La firme décide de s’implanter en France en 1911 – le pays possède alors l’une des plus fortes industries automobiles au monde.
La Première Guerre mondiale met un terme temporaire aux rêves d’expansion de Marc Birkigt, tandis que l’usine Hispano de Bois-Colombes est placée sous le contrôle de Gnome et Rhône.
Malgré ces difficultés, le technicien suisse parvient à imposer à l’armée française de nouveaux types de moteurs d’avion, dont vingt-cinq mille unités environ seront produites jusqu’en 1918. La plus grande partie était sous-traitée par Renault ou Lorraine-Dietrich.
La paix revenue, la société est confrontée à une brusque chute des commandes. L’usine se déploie à nouveau dans le secteur automobile, mais espère également se diversifier dans l’aviation commerciale.

### La création d’Omo
Les administrateurs d’Hispano souhaitent créer une filiale destinée à la fabrication de machines-outils et à la diffusion d’outillage et d’huiles de graissage. L’OMO (pour Outillage et Machines-Outils) est immatriculée au registre du commerce de la Seine le 20 décembre 1920. L'homme d’affaires Jean Georges Dintilhac (1881-1960) prend la tête de la nouvelle société.
Le développement d’OMO s’avère laborieux. L’industrie française subit une crise préoccupante après 1918. La toute jeune OMO tente de s’imposer dans un contexte difficile, alors que la majeure partie de ses concurrentes, mieux implantées, sont au bord de la faillite.

### L’essor des Yaccolines
La société concentre tous ses efforts sur la fourniture de lubrifiants, tandis que les activités annexes s’amenuisent très rapidement. L’essor de l’automobile et des transports routiers crée d’importants besoins en huile. Les garages fleurissent au bord des routes. L’aéronautique nécessite également des huiles de qualité, adaptées aux exigences de moteurs de plus en plus performants et sophistiqués tournant à des régimes très élevés. Partenaire privilégié d’Hispano-Suiza, l’OMO diffuse de plus en plus d’huile sous la marque Yacco, le nom ayant été déposé par Jean Dintilhac dès le mois d’août 1920 (lequel avait déjà déposé l’appellation « Yaccolines » en novembre 1919). Reprenant la dernière syllabe de son patronyme, le terme plaît au public par sa consonance américaine.
La société s’expose pour la première fois au Salon de l’auto 1923. Jean Dintilhac commence à tisser des liens avec les constructeurs automobiles, comme Salmson, motoriste de premier plan et fabricant reconnu de moteurs d’avion. Yacco sponsorise un employé de la firme, un pilote amateur. Ce dernier aligne son Amilcar personnelle lors des courses automobiles locales, peinte aux couleurs Yacco, qui remporte quelques succès. Il s'agit de la première fois que Yacco sponsorise un objet de compétition.

### L’irrésistible ascension
L’entreprise s’agrandit, portant son capital à 2 000 000 francs en mars 1924. Elle s’installe dans des locaux plus vastes à Courbevoie. Dans le même temps, le conseil d'administration accueille plusieurs membres supplémentaires : Émile Mayen, nouveau président ; Alfred Gerson, nouveau vice-président et Jean Lacoste, tous nommés pour six ans, bientôt rejoints par René Martinat, secrétaire, puis par Pierre Forgeot. Personnalité politique de premier ordre, ce dernier est député de la Marne. Jean Dintilhac conserve néanmoins sa place prépondérante dans l’entreprise.
Démarchant inlassablement les constructeurs, Jean Dintilhac réussit à décrocher des contrats d’exclusivité avec les petites marques nées de la vogue des cyclecars, à l’instar de Benjamin, BNC, Derby, Amilcar ou Vinot & Deguingand. Magnat-Debon appose un autocollant sur les réservoirs de ses motos : « graissage Yacco exclusivement ». Jean Dintilhac se heurte en revanche « aux récalcitrants », Peugeot, Lorraine-Dietrich ou Hotchkiss, qui refusent tout partenariat avec la firme.
Le chiffre d’affaires est grandissant, ainsi, dès novembre 1924, Yacco envisage d’installer un nouveau site de production moderne à Rouen. Jean Dintilhac entame à la fin de l’année des pourparlers avec André Citroën, qui se fournit pourtant chez le concurrent Mobil. Le Quai de Javel a le vent en poupe et Yacco fonde de grandes espérances sur un partenariat avec l’enfant terrible de l’industrie automobile française.

### L’apogée

Affiche pour les huiles Yacco de 1927.

En avril 1926, la firme change de dénomination sociale. L’appellation OMO disparaît définitivement, s’effaçant devant la nouvelle « Yacco SAF » (pour Société Anonyme Française). Une seconde augmentation de capital intervient en novembre 1928. Le siège social est transféré au numéro 44, avenue de la Grande-Armée dans le 16e arrondissement de Paris. La même année, une nouvelle usine est inaugurée à Aubervilliers. En janvier 1929, Louis Birkigt, le fils de Marc, entre au conseil d’administration.
Voisin adopte définitivement les huiles Yacco, ainsi que Donnet-Zédel. Les huiles Yacco-Donnet et Yacco-Voisin sont distribués par l’intermédiaire des agents de la marque. En 1929 l’Alfa Romeo 6C 1750 de Giuseppe Campari, lubrifiée par Yacco, remporte les Mille Miglia.

### Les Voisin des records du monde
Anticonformiste, Gabriel Voisin est sans contexte l’une des personnalités les plus en vue du tout-Paris des années folles. Il compte parmi ses intimes Rudolf Valentino, Mistinguett ou Le Corbusier, qui roulent bien souvent en Voisin. Dès 1925, les atypiques automobiles sont les premiers véhicules à inaugurer les records de vitesse organisés par Yacco sur l’anneau de Montlhéry, avec une modeste quatre-cylindres habillée d’une carrosserie profilée.

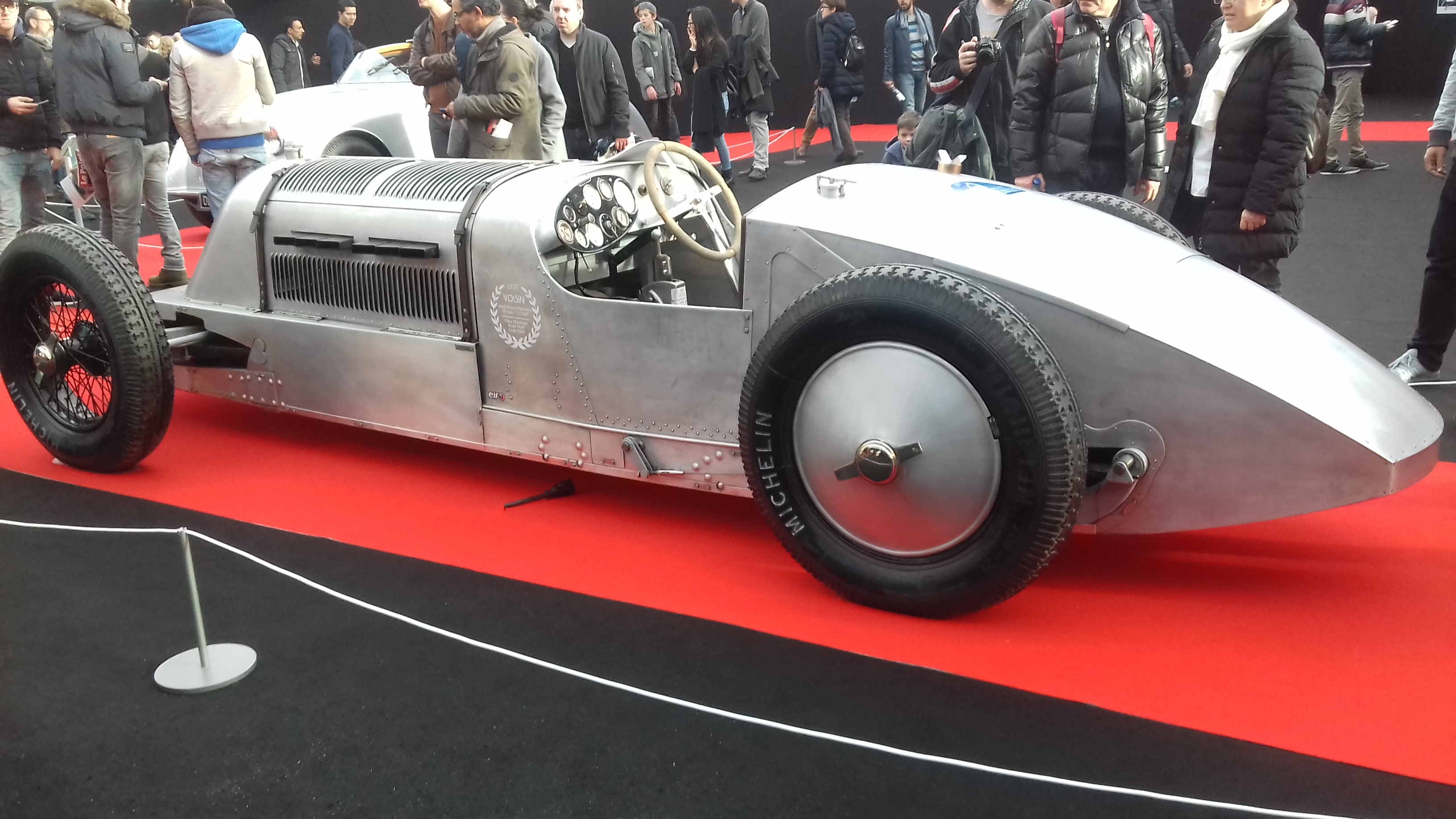
Voisin des Records 1927, au Festival automobile international 2017.

Cette voiture tourne entre le 6 novembre 1925 et le 22 février 1926, battant « sept records du monde », nous précise la publicité. Plus ambitieuse est la huit-cylindres qui lui succède, engagées sur l’anneau du 12 avril 1927 au 12 janvier 1928. Elle roule durant vingt-quatre heures à une moyenne 182,66 km/h, décrochant le record de l’heure à 206,558 km/h. Deux redoutables douze-cylindres lui succèdent. La première remporte à nouveau 19 records dans sa catégorie, la seconde est une simple voiture de série qui parcourt plus de 50 000 kilomètres du 7 au 25 septembre 1930.
Gabriel Voisin, épris de solutions techniques originales, ne commercialise que des moteurs sans soupape, à l’instar de Panhard ou de Peugeot pour ses modèles les plus luxueux. Plus silencieux et plus souples, les moteurs sans soupapes pâtissent en revanche d’une consommation d’huile astronomique, de l’ordre d’un demi-litre aux 100 kilomètres. Le sillage de la voiture s’accompagne d’un inévitable panache bleu. L’emploi d’une huile de qualité s’avère donc primordial pour la longévité de la mécanique. Les moteurs classiques vont toutefois réaliser de gros progrès et définitivement supplanter les sans-soupapes à la fin des années 1930.

### Les exploits de la Rosalie
Au début des années 1930, Yacco subit une suite de déconvenues avec ses principaux clients, en proie à de graves difficultés financières : les accords avec Amilcar, Donnet ou Voisin sont tous résiliés. Depuis quelques années déjà, Jean Dintilhac courtise André Citroën, toujours sous contrat avec Mobiloil. Un taxi B14 a été testé sur une longue période avec de l’huile Yacco : il a été prouvé après démontage une moindre usure de ses principaux organes mécaniques. Jean Dintilhac obtient de Citroën un châssis C6 F afin de tenter une nouvelle série de records sur l’anneau de vitesse de Montlhéry. Plutôt hermétique à ce genre de manifestation, André Citroën avoue une nette préférence pour les longs raids routiers, à l’instar des fameuses croisières. Il faudra toute la persuasion de César Marchand, ancien pilote des Voisin des records, pour le convaincre de participer à cette aventure.
Achetée par Yacco au début de l’année 1931, la C6 F est acheminée dans l’atelier de César Marchand à Issy-les-Moulineaux où elle reçoit une carrosserie profilée en aluminium. L’équipe comprend plusieurs pilotes qui se relaieront tous les 500 kilomètres : Raphaël Combette et Louis Leroy de Présalé, outre César Marchand et son frère Julien. Cette C6 F très spéciale concourt dans la catégorie D, réservée aux véhicules de cylindrée comprise entre 2 000 et 3 000 cm3. Baptisé « Rosalie », le bolide s’élance le 22 octobre 1931 pour ne s’arrêter que le 1er novembre. Rosalie I pulvérise quatorze records internationaux, en roulant à 108,511 km/h de moyenne durant 222 heures, 38 minutes et 56 secondes.
Encouragé par ce succès, Jean Dintilhac achète un châssis de la nouvelle C6 G, tout de suite préparé dans la même perspective. Rosalie II va rouler pendant cinquante-quatre jours, du 5 mars au 29 avril 1932, avant de casser son pignon de distribution en Céloron. Elle inscrit à nouveau une multitude de records à son actif, franchissant la barre des 100 000 kilomètres au bout de quarante jours, à une vitesse moyenne de 104,331 km/h. Rosalie II est de ce fait la première automobile française à battre une telle distance à une vitesse aussi élevée.
André Citroën, jusqu’alors très réservé sur l’initiative de Yacco, exulte au regard de ces résultats prometteurs. Il déclare à la presse vouloir offrir une prime de 1 000 000 francs à qui pourrait battre Rosalie II avant le 1er octobre. Un défi impossible à relever en un délai aussi court, ce que le maître du Quai de Javel sait pertinemment. Construite sur la base de la nouvelle 15 Légère, la Rosalie III entre en piste le 6 avril 1932. Puis la Rosalie III est rebaptisée Rosalie V, le numéro IV ayant été attribué entre-temps à la petite Rosalie. La Rosalie V continue à engranger les records, détrônant à plusieurs reprises ceux établis par la Voisin deux ans plus tôt.

### La Petite Rosalie entre dans la légende

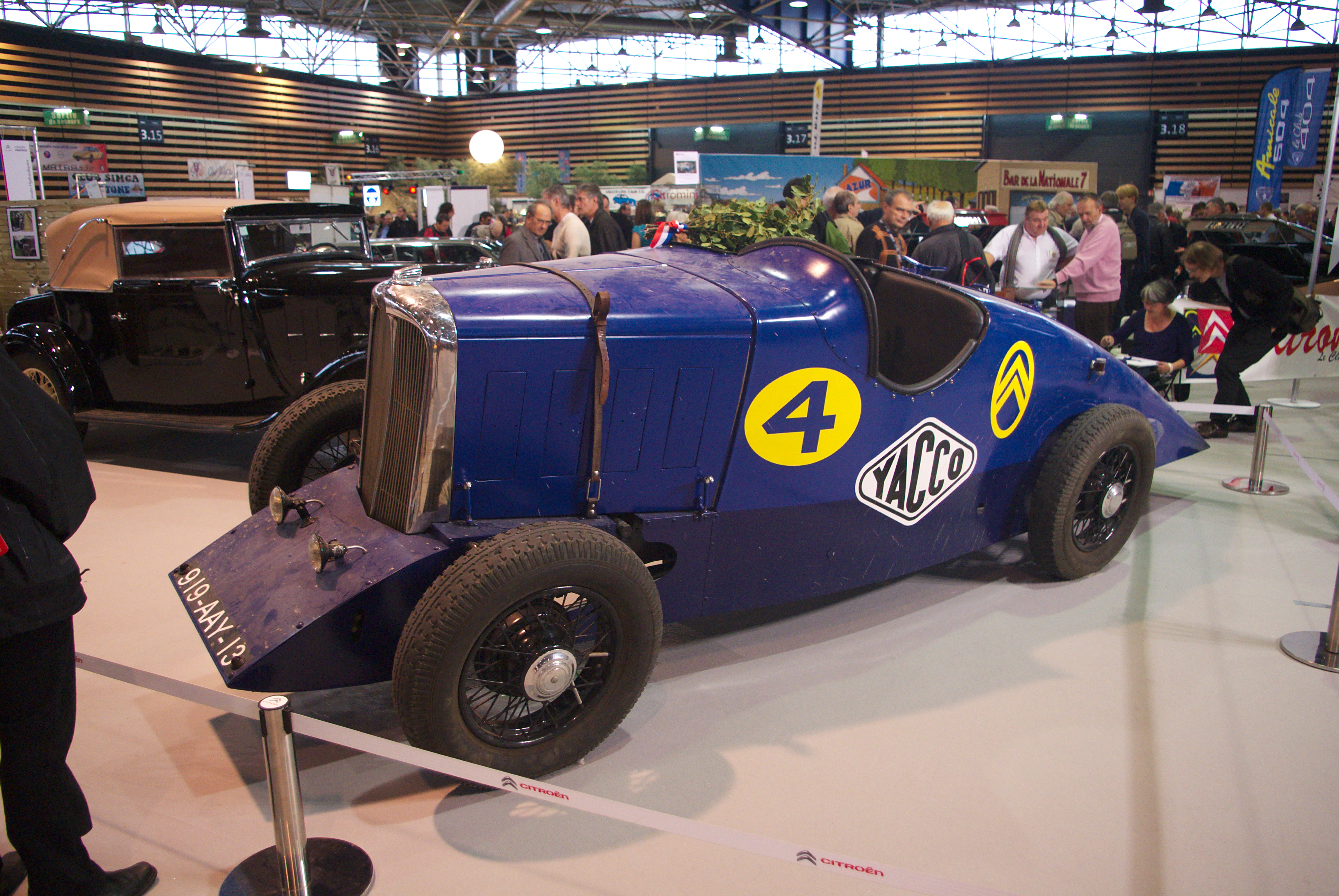
Reconstruction de la Petite Rosalie, lors du salon Epoq'Auto 2012.

La Rosalie IV apparaît comme la plus illustre représentante de la lignée. Elle reprend le châssis 8 CV le plus modeste de la gamme Citroën et concourt de ce fait dans la catégorie F. L’engin s’élance sur la piste de Montlhéry le 15 mars 1933 pour ne s’arrêter que le 27 juillet. Durant 133 jours, la frêle Citroën aura parcouru près de 300 000 kilomètres à plus de 93 km/h de moyenne, surveillée par cinq commissaires de piste et huit chronométreurs de l’ACF. Le 18 mars, elle est contrainte de s’arrêter durant six heures, à cause d’une forte chute de neige. Le temps continuant à s’écouler, elle rattrapera son retard grâce à la dextérité de ses pilotes. Un exploit savamment préparé par l’équipe de César Marchand.
Comme pour les précédents records, la voiture doit transporter dans son coffre une multitude de pièces de rechange, comme le décrivent les inventaires exhaustifs de l’époque : quarante bougies, trois soupapes, quarante-et-un segments, une roue de secours, trois graisseurs, trois Durit d’essence, deux colliers de serrage, deux pompes à essence, un support avant de moteur, six Durit de radiateur, deux courroies de ventilation, six charbons de dynamo, une rampe à huile, un étrier de ressort, deux ferrures d’amortisseur, un amortisseur complet, deux ampoules de phare et leur verre, dix-neuf lames de ressorts, une clavette demi-lune de soupape et trois linguets de distributeur.
Le phénomène Rosalie s’amplifie au fil des semaines. Devant ce succès croissant, André Citroën fait alors preuve d’un certain optimisme, incitant César Marchand à viser tenter le cap des 500 000 kilomètres.

### Retombées publicitaires
Virtuose de la communication, André Citroën confère à l’évènement une mise en scène grandiose. Une somptueuse réception est organisée sur l’autodrome. Non sans emphase, il déclare aux journalistes vouloir offrir une somme de 3 000 000 francs à qui pourrait battre la Petite Rosalie avant le 1er juillet 1935. Le constructeur prend la pose avec Jean Dintilhac devant la Petite Rosalie et donne chaleureusement l’accolade à César Marchand, à qui il offre une berline 15 Légère neuve, le haut de gamme de la marque aux chevrons. César Marchand animera par la suite de nombreuses conférences organisées par Citroën ou par Yacco, durant lesquelles sont diffusés des courts-métrages comparant la tentative des records à une véritable épopée. La voiture des records, chargée sur un camion spécial, entame un tour de France publicitaire. Affiches, panonceaux et prospectus de toutes sortes relatent ses performances. Les jouets Citroën construisent des milliers de miniatures à son effigie. C’est le triomphe…
Cette célébrité rejaillit évidemment sur Yacco, qui en tire un prestige considérable. Pourtant les records de vitesse grèvent quelque peu les finances de la petite firme pétrolière. André Citroën, criblé de dettes, peine à rembourser les frais qu’il s’était engagé à payer. Malgré ses promesses, André Citroën reconduit ses contrats avec Mobiloil, en dépit du succès médiatique des Rosalie.
Les dettes de la firme se font de plus en plus pesantes. Le fleuron de l’industrie automobile française frôle la faillite. Citroën doit plus de 160 000 francs à Yacco, qui suspend ses livraisons au début de 1934. Le quai de Javel passe finalement sous le contrôle des frères Michelin, écartant André Citroën de la direction. Et Mobiloil demeure le fournisseur principal de l’usine, au grand dam de Yacco, qui perd l’un de ses partenariats les plus prometteurs.

### Records annexes
Les contrecoups de la Grande dépression américaine commencent à se faire sentir en Europe. Les affaires sont loin d’être florissantes, et beaucoup de petits constructeurs jusqu’alors fidèles à Yacco sont contraints de fermer leurs portes. Pourtant les années 1933 et 1934 restent des périodes fastes en records. Jean Dintilhac multiplie les tentatives, plus ou moins heureuses. Maurice Dollfus, président de la Ford SAF, entre au conseil d’administration : Yacco tisse des liens étroits avec la société américaine, qui va bientôt s’associer avec l’Alsacien Émile Mathis. Peu avant le lancement de la Petite Rosalie, Jean Dintilhac engage l’Agathe du 6 au 14 mars 1933. Il s’agit d’une grosse Ford 19 CV nantie du généreux quatre-cylindres de 3,3 litres qui rafle dix records internationaux.
Une 15 CV Légère dite « Rosalie VI » réinscrit sept records internationaux à son palmarès, entre le 7 et 9 avril 1934 (elle dépasse 180 km/h en vitesse de pointe, c’est la plus rapide des Rosalie chronométrées). Elle reprend les records de sa seule concurrente sérieuse du moment, la curieuse Citroën 15 CV Spido.
Yacco multiplie les contacts avec les pays de la Petite Entente, tels que la Tchécoslovaquie. Il espère fournir de l’huile à Škoda (qui, ne l’oublions pas, fut fondée à l’aide de capitaux français) et envisage de faire courir une Škoda à Montlhéry. Faute de résultats concluants, l’idée est vite abandonnée, bien que Yacco ait réussi à traiter quelques affaires avec son homologue local, les huiles Apollo.

### Rapprochement avec Peugeot
Malgré les problèmes rencontrés avec Citroën, Yacco persiste à faire courir des Rosalie à Montlhéry. La Rosalie VII roule du 17 au 23 juillet 1934. Outre la moisson inévitable de records, cette Rosalie a la particularité d’être la première de la lignée à emprunter la base d’une Traction Avant (en l’occurrence, un Coupé 7 CV). La Rosalie VIII qui lui succède du 22 au 29 juillet 1935 est encore une vieille 15 CV qui bénéficie maintenant d’un compresseur, avec la volonté affichée de terrasser de manière définitive la 15 CV Spido. Elle maintient des moyennes exceptionnelles pour l’époque, abattant 15 000 kilomètres à près de 145 km/h de moyenne.
Jean Dintilhac se rapproche de Peugeot. Il fait l’acquisition d’un châssis de 301, équipé du paisible 1 465 cm3 de 37 ch. La voiture est tout de suite confiée à César Marchand, qui l’habille d’une carrosserie de roadster, aussi élégante que légère. Elle offre ainsi une vitesse de pointe d’environ 110 km/h. Les deux hommes souhaitent inaugurer une nouvelle forme de records en faisant rouler la jolie Peugeot, baptisée « Delphine », sur route ouverte. Elle commence son périple le 2 janvier 1935 et parcourt 100 000 kilomètres à 60 km/h de moyenne environ, l’itinéraire prévoyant des étapes chez les principaux concessionnaires Peugeot. Pour couronner le tout, la Delphine termine son tour de France en effectuant 10 000 kilomètres à Montlhéry du 12 au 16 septembre, glanant au passage quelques records, selon les habitudes de la maison.

### La vogue des records routiers
Favorablement accueillie, l’odyssée de la Delphine incite Jean Dintilhac à renouveler l’expérience. Réalisé sur route ouverte, ce type de record s’avère moins spectaculaire mais plus accessible au public. L’équipe de César Marchand, relayée par des concessionnaires Peugeot et Citroën, réitère la même formule en 1936, avec Delphine II et Rosalie IX, de simples berlines 402 et Traction 11 CV. Ces dernières roulent plus de 100 000 kilomètres, avec des étapes journalières de 1 500 kilomètres par jour.
Enfin en 1937, Jean Dintilhac organise la dernière tentative de records sur Citroën : du 22 au 31 juillet, une curieuse Yacco Spéciale foule la piste de l’anneau de Montlhéry. Il s’agit d’une Rosalie motorisée par l’éphémère moteur Diesel, commercialisé brièvement par le constructeur à la même période.
Dans le même temps, Anthony Lago, repreneur de Talbot, contacte Yacco. Le séduisant anglo-italien, fort du prestige de ses productions (les Talbot figurent parmi les plus belles sportives de l’époque), est disposé à préconiser l’huile Yacco à condition que le pétrolier fournisse le lubrifiant gratuitement et qu’il donne une prime de 50 francs à chaque voiture sortie de l’usine. Mais l’affaire n’aboutira pas.

### La Claire, une affaire de femmes
L’imposante Claire s’élance le 18 mai 1937 sur la piste de Montlhéry. Il s’agit d’une Matford équipée du généreux V8 Flathead de 3 631 cm3, inscrite en catégorie C (3 000 à 5 000 cm3). L’originalité de cette ultime tentative de records sur circuit lent tient à son équipage, constitué des meilleures pilotes féminines de l’époque : Odette Siko (capitaine de l’équipe), Simone Louise des Forest, la fantasque Hellé Nice et Claire Descollas - Son prénom est tiré au sort pour baptiser la voiture. Durant dix jours, la grosse Matford va tourner sur l’anneau de vitesse à plus de 140 km/h de moyenne, empochant une nouvelle fois dix records du monde et quinze records internationaux.

### Les records moto
Motoriste de talent, la société Gnome & Rhône, spécialisée dans les moteurs d’avions, est aussi un fabricant de motos réputé. L’entreprise, très liée à l’armée française, souhaite démontrer la robustesse de ses machines en organisant des raids spectaculaires. Yacco, qui fournissait déjà des lubrifiants pour la branche aviation, s’associe immédiatement au projet. Très impliquée en compétition, Gnome & Rhône engage en septembre 1936 l’un de ses meilleurs pilotes, le téméraire Gustave Bernard, sur les traces du mythique Orient-Express. Attelée à un side-car, la grosse 750 X relie Budapest à Paris – soit une distance de 1519 kilomètres – en un peu moins de vingt-quatre heures, battant de près d’une heure le célèbre train, considéré comme l’un des plus rapides de son époque.
Encouragé par ce succès, Jean Dintilhac lance la Gnome & Rhône à l’assaut de l’anneau de Montlhéry. Plusieurs campagnes sont organisées entre 1937 et 1939, selon une recette qui a fait ses preuves. La moto parcourt 10 000 kilomètres entre le 2 et le 6 juin 1937 à 109,20 km/h de moyenne, s’assurant le concours des pilotes de la marque mais aussi (et c’est une première) d’officiers de l’armée des unités motorisées. Le 14 octobre de la même année, la 750 X bat le record des vingt-quatre heures à 136,536 km/h. Une autre moisson a lieu en 1938 : entre le 30 juin et le 5 juillet, la Gnome & Rhône abat plus de 20 000 kilomètres, s’adjugeant entre autres le record des 4 000 kilomètres à la moyenne de 116,26 km/h.
Ultime tentative à la veille de la guerre (du 19 juin au 8 juillet 1939), la toujours valeureuse 750 X passe le cap des 50 000 kilomètres) à 109,38 km/h. Attelée à un side-car (avec roue motrice), cette excellente moto soutient la comparaison avec les BMW et autres Zündapp. Les Allemands ne s’y tromperont pas : les exemplaires capturés à la fin de la drôle de guerre seront reversés dans les unités allemandes, certains d’entre eux iront même combattre sur le front russe…

### Partenaire d’Air France
Grâce à ses liens privilégiés avec Hispano-Suiza, Yacco occupe une place de choix au sein de l’aviation commerciale naissante. Les excellents moteurs du constructeur de Bois-Colombes équipent la plupart des premiers appareils de ligne, Dewoitine D.338 (Marc Birkigt est l’un des principaux associés d’Émile Dewoitine), Lioré et Olivier H-242 ou Breguet 393T, qui volent sous la bannière de la toute jeune compagnie Air France. La prestigieuse compagnie aérienne constitue à n’en pas douter une excellente publicité.
Mais, au-delà de l’impact médiatique, l’utilisation de l’huile Yacco s’avère primordiale pour assurer le bon fonctionnement des moteurs. Elle correspond à des impératifs techniques très contraignants. Les avions de ligne tournent à très haut régime des heures durant, de leur fiabilité dépend la sécurité des vols et des passagers. La moindre panne mécanique peut avoir des conséquences dramatiques.

### Marcel Doret
Figure légendaire des débuts de l’aviation, Marcel Doret a dix-huit ans lorsqu’éclate la Grande Guerre. Engagé volontaire, il sert trois ans dans l’artillerie avant de demander son affectation dans l’aviation. Il est breveté pilote militaire en 1918, après avoir suivi les cours de l’École de chasse et d’acrobatie de Pau. Téméraire, le jeune pilote devient pilote d’essai chez Dewoitine après la guerre. Pionnier de la voltige aérienne, il réalise les acrobaties les plus folles aux commandes de son célèbre Dewoitine D.27 rouge et jaune, un appareil de chasse doté d’un moteur Hispano-Suiza de 300 ch. La mode est alors aux meetings aériens et Marcel Doret, vedette incontestée, déplace des foules considérables. En 1927, Marcel Doret remporte une victoire éclatante au meeting de voltige aérienne de l’aérodrome de Dübendorf, près de Zurich. Couronné à l’issue de la compétition « roi de l’air », Marcel Doret est à l’apogée de sa carrière. Yacco trouve ici le partenaire idéal pour vanter la qualité de ses produits.

### La guerre
La fin des années 1930, plutôt morose, annonce néanmoins une reprise certaine de l’économie. Car la France se prépare inéluctablement à la guerre. Le gouvernement accélère les commandes d’armement, ce qui stimule l’industrie. En mai 1938, Pierre Forgeot est nommé président de Yacco. L’armée constitue d’énormes stocks d’huile en vue du conflit. L’entreprise fait bâtir des cuves supplémentaires de grande capacité dans sa nouvelle usine de Rouen. Yacco connaît à nouveau une période d’expansion qui sera hélas de courte durée ! En mai 1939, Maurice Dollfus démissionne, trop occupé par la direction de Ford SAF. La France bascule dans la guerre à l’automne et l’activité ralentit. La Standard Oil ravit de nombreux contrats à Yacco auprès des troupes alliées.
L’offensive allemande de mai 1940 va mettre en grand péril l’avenir de l’entreprise. Le 9 juin, l’usine de Rouen est incendiée sur ordre des autorités militaires françaises, afin que les troupes d’invasion ne puissent s’en emparer. La capacité de production de Yacco est réduite à néant.
Pierre Forgeot démissionne en décembre 1940, remplacé par Jean Dintilhac. La société, faute d’approvisionnement en matières premières, se retrouve au bord de la faillite. En mars 1941, le conseil d’administration se réunit à Vichy, dans un semblant de siège social, réinstallé provisoirement dans la petite station thermale. Les livraisons en produits pétroliers, sévèrement rationnés, sont alors pratiquement interdites.
Jean Dintilhac essaye tant bien que mal d’orienter la société vers d’autres activités. Il tente de développer des substituts d’huile à base de produits végétaux. Les chercheurs de Yacco s’installent au Croisic, une petite station balnéaire de Loire-Atlantique. L’exercice de l’année 1944 est réduit à la portion congrue : 9 255 645 francs, contre 17 877 013 francs en 1943. La société est bien mal en point lorsqu’arrive la Libération. En décembre 1944, Jean Dintilhac fait les frais de cette période troublée et est évincé du conseil d’administration.

### L’après-guerre
André Marcellin remplace Jean Dintilhac au poste de président tandis que Marius Daste devient le directeur général de la société. La famille Forgeot revient aux affaires avec André, puis son frère Jacques, bientôt nommés administrateurs. Ce dernier dirige le Crédit commercial de publicité, l’un des principaux actionnaires de Yacco. Pierre Picard, figure de la Résistance (compagnon de la Libération) et cousin de Jacques Picard (gendre de Pierre Forgeot), intègre également le conseil. Il sera président de février 1960 à mars 1982. C’est donc une équipe neuve et dynamique que va s’employer à relever le prestige de la firme. Yacco va renaître de ses cendres en quelques années à peine.

### La 2 CV des records
En 1953, l’anneau de vitesse de Montlhéry accueille à nouveau une voiture de records, dans la grande tradition des années 1930. Il s’agit d’une Citroën 2 CV – choix original s’il en est – radicalement transformée par l’ingénieur Barbot. La cylindrée est abaissée de 375 à 350 cm3 afin de pouvoir concourir en classe J. Piloté par Barbot et Vinatier père et fils (le jeune Jean fera par la suite une belle carrière chez Alpine), le curieux bolide s’élance le 27 septembre. Il roule à 90,96 km/h de moyenne durant douze heures et à 85,02 km/h durant vingt-quatre heures. La petite Citroën s’empare de neuf records internationaux.

### Succès en compétition
Yacco peut se prévaloir de quelques beaux succès à son actif. Une barquette Monopole (à moteur Panhard) s’empare de l’indice de Performance aux 24 heures du Mans 1952 (équipage Hémard-Dussous), ainsi que d’une victoire de classe dans la catégorie 500-750 cm3. Elle abat la mythique épreuve mancelle à plus de 116,758 km/h de moyenne.
En 1953, une puissante Jaguar XK 120 (équipage Peignaux-Jacquin) remporte le rallye Lyon-Charbonnières. Louis Chiron, le célèbre champion monégasque, gagne quant à lui le rallye Monte-Carlo à bord d’une Lancia Aurelia. Des exploits abondamment relayés par la publicité.

### L’épopée des DS
Yacco se rapproche de son partenaire légendaire en sponsorisant la marque aux chevrons sur plusieurs compétitions emblématiques. Forte d’une excellente tenue de route et de performances exceptionnelles sur route glissante, la DS s’avère la monture idéale en rallyes. Paul Coltelloni est couronné champion d’Europe en 1959 au volant d’une fidèle ID 19. Il remporte une très belle victoire au Monte-Carlo et plusieurs victoires de classe au terrible Liège-Rome-Liège ou au rallye de l'Acropole. Yacco s’associe ensuite à René Trautmann, à l’apogée de sa carrière. Au terme d’une saison remarquable, l’emblématique pilote vedette de Citroën devient champion de France des rallyes 1963.
Citroën a le vent en poupe et souhaite s’illustrer sur de grandes compétitions internationales. La mode est aux grands marathons routiers à l’instar de la Baja 1000 ou du très dur Londres-Mexico. Le Quai de Javel décidé d’y aligner une équipe de cinq voitures pour l’édition 1970. Yacco est évidemment de la partie, retrouvant une nouvelle fois René Trautmann. L’opération rencontre le succès escompté et René Trautmann gagne l’épreuve. Les quatre autres équipages (dont un féminin) parviennent tous à rejoindre la ligne d’arrivée, glanant les troisième, septième et douzième places. La firme sponsorise par la suite deux SM, engagées par Guy Verrier (responsable de la compétition chez Citroën) aux 24 heures du Mans 1972.

### Retour aux 24 heures du Mans
En 1973, Jean-Claude Andruet et Richard Bond prennent le départ de la célèbre épreuve mancelle au volant d’une superbe Ferrari 365 GTB 4 Daytona, engagée par l’écurie belge Francorchamps. Ils termineront à la vingtième place, à une moyenne horaire de 153,877 km/h. En 1979, Yacco soutient l’écurie La Pierre du Nord qui aligne deux Chevron B16 à moteur Chrysler Roc. Deux très belles barquettes qui reflètent l’esprit d’une certaine époque…

### Succès des années 1980
Yacco s’investit dans la compétition, sponsorisant notamment Marc Sourd, champion de France de la Montagne 1981 sur Martini Roc F2. Une discipline peut être moins médiatisée mais très populaire auprès d’un certain public d’initiés. Yacco s’associe également avec DAF, qui engage au Paris-Dakar 1988 les énormes camions Bull de près de 1 000 ch. Pilotés de main de maître par Jan de Rooy, ces impressionnants véhicules s’avèrent presque aussi rapides en vitesse pure que les mythiques Peugeot 205 Turbo 16. Dans le domaine des camions, notons également le titre de champion d’Europe 1988 de Gérard Cuynet sur son fidèle Ford Cargo 1988. Une liste non exhaustive tant la moisson de victoires – toutes disciplines et catégories confondues – est importante.
Au milieu des années 1980, la marque aux anneaux a le vent en poupe en compétition, grâce aux exceptionnelles Quattro et autres 200 Turbo. Jacques Aïta est champion de France de rallycross en 1985, tandis que Xavier Lapeyre remporte le championnat de France Production l’année suivante.
Mercedes-Benz glane aussi quelques lauriers en collaboration avec Yacco. La Mercedes 190 E 2,3 litres 16 soupapes est ainsi pilotée par Jacques Laffite en DTM durant la saison 1991, avec comme coéquipier Dany Snobeck. Ce dernier remporte le Trophée Andros à deux reprises, en 1992 et 1993.

## Identité visuelle

Logo de Yacco
De 1927 à 1955.
De 1955 à 1995.
Depuis 1995.